# Louis d'Arpajon
Pour les articles homonymes, voir Arpajon (homonymie).
Louis, duc d'Arpajon (né avant 1601 - mort en avril 1679 à Sévérac-le-Château), marquis de Sévérac, comte de Rodez, vicomte de Montal, baron de Salvagnac, de Montclar et autres lieux, est un général du roi Louis XIII qui joua un rôle de premier plan dans le retour des provinces du sud-ouest (Languedoc et Guyenne) au catholicisme. Il poursuivit sa carrière militaire pendant la guerre de Trente Ans en Rhénanie et Franche-Comté, et contre les Turcs au secours de Malte en 1645. Enfin il termina sa carrière comme ambassadeur de France en Pologne. Le roi Louis XIV le combla de faveurs, élevant la terre d'Arpajon en duché-pairie.

## Biographie

### La soumission des huguenots
Fils du comte Jean V d’Arpajon, sénéchal de Rouergue, et de Jacquette de Clermont, tous deux convertis au calvinisme, Louis fut élevé cependant dans la religion catholique après l'abjuration de ses parents. Louis d'Arpajon s'illustra au combat de Felissant en Montferrat, où il reçut neuf blessures. Dès 1621, il lève, dans le cadre de la répression organisée contre les Huguenots, le régiment d'Arpajon qui participe au siège de Montauban. Il sert en qualité de volontaire au siège de Tonneins où il est promu maréchal de camp (1626), et défait Castan, qui était l'espérance des huguenots, assurant la reddition du Languedoc. En 1633, il est promu chevalier de l’ordre du Saint-Esprit.

### Gouverneur de Lorraine
En 1634, à la suite des intrigues de Charles IV de Lorraine, Louis XIII le chargea de marcher sur Nancy et d'investir la Lorraine : les troupes de Louis d'Arpajon envahirent ainsi le Barrois. Le duc de Lorraine ayant pris la fuite, la duchesse Nicole de Lorraine fut transférée par le gouverneur de Louis XIII à Fontainebleau, mi-hôte, mi-otage, le 24 avril 1634. Son armée fut engagée dans la guerre de Succession de Mantoue, où elle contribua à sauver Casal, le Montferrat et le Piémont ; puis Louis d'Arpajon, promu lieutenant général (1637), prit part à la conquête de la Franche-Comté, dirigea le siège de Saint-Amour et prit d'assaut la ville de Trèves après avoir défait les troupes qui venaient la secourir. Il participa à la réduction de la citadelle de La Mothe-en-Bassigny, et en Artois battit la cavalerie espagnole devant les murs de Saint-Omer (prise d’Aire-sur-la-Lys le 26 juillet 1641) ; il s'empara de Lunéville au fort de l'hiver.

### Défense du Roussillon et intervention à Malte
Le soulèvement du Roussillon en 1641 entraîna son rappel dans le Midi : il battit les rebelles aux Salces et à Elne en Roussillon, puis soumit toute la Guyenne (1642), assurant la sécurité de la frontière contre les Espagnols.

### Ambassadeur
De retour en France, il fut nommé par le Roi ambassadeur extraordinaire en Pologne, auprès de Ladislas IV Vasa et de son successeur Casimir, dont il favorisa l'élection. Le roi Louis XIV, pour s'assurer de son soutien au cours de la Fronde, le fit duc en 1650.
Arpajon : duché-pairie (non enregistré) en décembre 1650 (érigé sur la localité de Sévérac-le-Château, département de l'Aveyron, province de Rouergue), puis en mars 1655 (sis à Calmont).
Il fréquentait volontiers les cercles littéraires : Cyrano de Bergerac était l'un de ses protégés, et Madeleine de Scudéry lui donne les traits du prince d’Agrigente dans sa Clélie.
Selon une légende vivace dans l'Aveyron, Louis d'Arpajon aurait fait assassiner sa première femme, Gloriande de Thémines, dans le château de Sévérac. Louis et Gloriande eurent entre autres enfants Jean-Louis marquis de Séverac (1632-1669), père de Louis (1667-1736), maréchal de camp, qui acquit Chastres/Châtres dans l'Essonne actuelle et obtint son érection en marquisat d'Arpajon en octobre 1720.
Il épousa en troisièmes noces Catherine-Henriette d'Harcourt de Beuvron, et leur fille Catherine-Françoise (1661-1716) convola avec François V de La Rochefoucauld comte de Roucy. 
Il a inspiré à l'écrivain Robert Merle le parcours du personnage de Pierre de Siorac (déformation de « Sévérac ») dans sa série Fortune de France.

## Sources
- Louis Moréri, Le Grand Dictionnaire historique, ou mélange curieux de l'histoire sacrée…, vol. I, Lyon, 1674
- Louis, duc d'Arpajon, seigneur de Sévérac et grand du royaume (1590-1679), Études aveyronnaises, 2007, Société des lettres, sciences et arts de l'Aveyron